# Fulvio Ottaviano
Fulvio Ottaviano (* 27. Juli 1957 in Rom) ist ein italienischer Drehbuchautor und Filmregisseur.

## Leben
Ottaviano begann als Radioautor, weitete seine Arbeiten aber bald auf Theater und Film aus. Als Drehbuchautor schrieb er für junge Autoren einige interessante Filme, so für Ricky Tognazzi und Francesco Martinotti, darunter den in der Romagna gedrehten Abissinia. Als Regisseur debütierte er mit einer Episode für den Gemeinschaftsfilm I tarassacchi 1990, dem sechs Jahre später Cresceranno i carciofi a Mimongo folgte, eine mit Gespür für den Rhythmus der Filmsprache inszenierte und bravourös gespielte Komödie. 1997 erhielt Ottaviano dafür den David di Donatello für das beste Erstlingswerk. Neben Fernseharbeiten folgten u. a. der von der Kritik gelobte Abbiamo solo fatto l’amore und der absurde Una talpa al Bioparco (2004) sowie zuletzt 2011 der Animationsfilm Orlando und im Jahr darauf der Thriller Mia.

## Filmografie (Auswahl)
- 1987: Fernanda (Drehbuch)
- 1996: Cresceranno i carciofi a Mimongo (Regie, Drehbuch, Schnitt)
- 2004: Una talpa al bioparco (Regie, Drehbuch)
- 2011: Orlando (Regie)
- 2012: Mia (Regie, Drehbuch)